# Fara v Moravské Třebové
Fara v Moravské Třebové je památkově chráněnou budovou a sídlem Římskokatolické farnosti Moravská Třebová. Budova stojí uvnitř městských hradeb, v těsném sousedství farního kostela Nanebevzetí Panny Marie.

## Historie
Současná stavba byla zhotovena ve druhé polovině 16. století, kdy po požáru města roku 1541 byl přestavován i sousední kostel. Původně středověká budova byla renesančně přestavěna. Z této doby se však zachovala pouze hlavní konstrukce. Další přestavbou prošla fara v období baroka; tehdy vznikla klenba ve východní části.
Poslední, klasicistní úpravy pocházejí z doby po dalším velkém požáru v roce 1844.

## Popis
Fara je jednopatrová zděná budova hranolového tvaru na podezdívce. Mezi patrem a přízemím probíhá kordonová římsa. Patro a valbovou střechu pak odděluje korunní profilovaná římsa. Okna jsou dělena na deset tabulek a bez parapetů, kromě severní strany, kde byly použity hladké šambrány. Vstup do budovy je skrze přístavek s portálem. Mezi jižní zdí a městskými hradbami se nachází zahrada a sad.